# Powiat głubczycki (1818–1945)

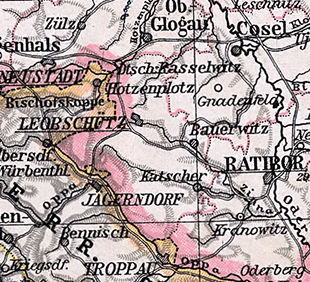
Kreis Leobschütz

Powiat głubczycki w latach 1818–1945 (niem. Kreis Leobschütz) – niemiecki powiat istniejący w okresie od 1818 do 1945 r. na terenie prowincji śląskiej.
Po podziale prowincji Śląsk na mocy zarządzenia z 10 maja 1817 r. (które weszło w życie 1 stycznia 1818 r.) utworzono nowy powiat głubczycki, który włączono do rejencji opolskiej. Względem dawnego powiatu głubczyckiego był on jednak znacznie okrojony terytorialnie, na rzecz nowego powiatu raciborskiego utracony został kraik hulczyński oraz część terenów położonych na zachód od rzeki Psiny. W 1945 r. terytorium powiatu zajęła Armia Czerwona i znalazł się on pod administracją polską, która utworzyła nową jednostkę samorządu terytorialnego.
W 1910 r. powiat obejmował 117 gmin o powierzchni 690,76 km² zamieszkanych przez 82.635 osób.